# 喬治·M·科漢
喬治·M·科漢（英語：George M. Cohan，1878年7月3日—1942年11月5日），是一位美國演員、作曲家、歌手。
科漢小時候就開始與他的父母和妹妹一起表演了一場名為“The Four Cohans”的舞台劇。他在百老匯的作品無處不在。科漢在他的一生中發表了300多首歌曲，在美國歌壇享負盛名。
他被稱為“百老匯的主人”，他被認為是美國音樂之父。他的音樂生涯在奧斯卡獲獎影片《勝利之歌》（1942年）和1968年的音樂劇中被描繪出來。並且紐約時代廣場還雕上科漢的雕像紀念他對美國音樂劇的貢獻。

## 作品
- Broadway Jones（1917年）
- Seven Keys to Baldpate（1917年）
- Hit-The-Trail Holliday（1918年）
- The Phantom President（1932年）
- Gambling（1934年）